# Eirenis punctatolineatus
Espèce
Synonymes
- Cyclophis modestus punctatolineata Boettger, 1892
- Contia schelkovnikovi Nikolsky, 1909
- Zamenis bornmullerorum Werner, 1903
- Contia condoni Boulenger, 1920
- Eirenis iranica Schmidt, 1939
- Eirenis punctatolineatus kumerloevei Eiselt, 1970

Statut de conservation UICN

 LC  : Préoccupation mineure
Eirenis punctatolineatus est une espèce de serpents de la famille des Colubridae.

## Répartition
Cette espèce se rencontre :
- dans le sud de l'Arménie ;
- dans le Sud-Est et le Sud-Ouest de l'Azerbaïdjan ;
- en Ciscaucasie ;
- dans l'est de l'Irak ;
- dans l'Ouest de Iran ;
- dans l'est de la Turquie.

## Description
Dans sa description Schmidt indique que le spécimen en sa possession mesure environ 40 cm dont 10 cm de queue. Son dos est brun gris et sa face ventrale plus pâle.

## Liste des sous-espèces
Selon The Reptile Database (19 décembre 2013) :
- Eirenis punctatolineatus condoni (Boulenger, 1920)
- Eirenis punctatolineatus punctatolineatus (Boettger, 1892)

## Publications originales
- Boettger, 1892 : Kriechthiere der Kaukasusländer, gesammelt durch die Radde-Valentin’sche Expedition nach dem Karabagh und durch die Herren Dr J. Valentin un P. Reibisch. Bericht über die Senckenbergische Naturforschende Gesellschaft in Frankfurt am Main, vol. 1892, p. 131-150.
- Boulenger, 1920 : Description of a new snake of the genus Contia, B. & G., from Persia. Journal of the Bombay Natural History Society, vol. 26, p. 1024 (texte intégral).
- Eiselt, 1970 : Ergebnisse zoologischer Sammelreisen in die Türkei: Bemerkenswerte Funde von Reptilien. I. Annalen des Naturhistorischen Museums in Wien, vol. 74, p. 343-355 (texte intégral).
- Schmidt, 1939 : Reptiles and amphibians from Southwestern Asia. Fieldiana Zoology vol. 24, no 7, p. 49-92 (texte intégral).